# Hîmrîci, Dzerjînsk
Hîmrîci (în ucraineană Химрич) este un sat în comuna Kamin din raionul Dzerjînsk, regiunea Jîtomîr, Ucraina.

## Demografie
Componența lingvistică a localității Hîmrîci
     Ucraineană (100%)
Conform recensământului din 2001, toată populația localității Hîmrîci era vorbitoare de ucraineană (100%).